# Kalendarium Ciepłej
Ciepła – wieś w Polsce położona w województwie mazowieckim, w powiecie szydłowieckim, w gminie Orońsko.
Nazwy własne wsi w dokumentach źródłowych
W roku 1270, do 1328 „Capla”, w wieku XV - 1419 „Cepla”, 1437, 1441, w wieku XVI 1508, 1510 „Czepla”, 1470–80 „Czapla”, „Czyepla”, 1526 „Cziepła”, 1529 „Czyepla”, „Czyeplya”, 1538, 1540 „Cziepla”, 1563 Czyeplya, 1569 Cziepla, 1576 Ciepła - 19 km na SW od Radomia, na prawym brzegu rzeki Ciepłej, zwanej też Borówką, a obecnie Szabasówką - około 50 km na N od klasztoru i 7 km na SE od Mniszka.
Podległość administracyjna świecka kościelna
Wieś początkowo w roku 1351 w ziemi radomskiej, w 1508 w powiecie radomskim w roku 1827 w powiecie szydłowieckim (Tabela I 76);
W roku 1325–74 parafia własna, 1470-80 parafia Wysoka (Długosz L.B. II 523).

## Granice
1460 graniczy z Guzowem,
1464 las na granicy Cieplej i Świniarowa

## Kalendarium
Własność klasztoru świętokrzyskiego następnie (po 1374 r.- nie ma pewności co do owej daty bowiem prepozyt OSB pojawia się już w 1339) szlachecka.
- 1270 – Bolesław Wstydliwy – nadaje posiadłościom klasztoru świętokrzyskiego immunitety, między innymi zwalnia mieszkańców Braciejowic, Głodna Ciepłej i Koniemłotów od obowiązku podejmowania bobrowników[b][10],
- 1286 – Leszek Czarny – potwierdza z pewnymi zmianami powyższy przywileje, między innymi zwalniając mieszkańców Braciejowic, Głodna i Ciepłej od wyżej wymienionych powinności[11],
- 1351 – Kazimierz Wielki –przenosi na prawo średzkie imiennie wyliczone posiadłości klasztoru świętokrzyskiego w tym Ciepłą[5],
- 1417 – Jakub z Cieplej i Paweł z Tynicy ręczą za Andrzeja z Chomętowa[12],
- 1419 – Rafał z Cieplej[13],
- 1437 – Jakub z Cieplej zadośćuczynił swej siostrze Helenie, żonie Jana z Łazisk, z przypadającej jej po ojcu i matce części majątku[14],
- 1441 – Jakub z Cieplej odstąpił Andrzejowi z Bąkowa wieś Łaziska w zamian za część Andrzeja w Cieplej i 300 grzywien (ib. 584);
- 1470–80 – dziedzicem był Piotr Dzik herbu Doliwa oraz Żegota, łan kmiecy, 1 folwark rycerski (Długosz L.B. III 419) [Następnie?] dziedzic Jan herbu Nieczuja, Żegota z Zaborowa herbu Golijan[c], Fryderyk, posiadali łan kmiecy, 2 folwarki rycerskie (ib. II 523);
- 1508 – Elżbieta z Ciepłej płaci pobór z części Ciepłej[6],
- 1510 – z części Jana pobór z 2 łanów i od 3 zagrodników, z części Dzika pobór raz z 1,5 łana, raz z 2 łanów, pobór z młyna o 2 kołach[15],
- 1526 – pobór z 3,5 łana i karczmy (ib. I/8 182v);
- 1538 – jak w roku 1526
- 1540 – pobór z 3,5 łana i młyna dorocznego o 1 kole (ib. I/ 10 674v; I/83 14)
- 1563 – pobór z 3,5 łana[16],
- 1569 – z części Stanisława Dzika oraz jego brata pobór z 3 łana z dziesięcinami, z młyna dorocznego o 3 kołach, z części wojewodzica wileńskiego [dzierżawca?] Jan Kieszkowski daje pobór z 3 łana, od 1 zagrodnika z rolą i 1 kowala[17][18],
- 1576 – Stanisław i Walenty Dzikowicze dają pobór z 3 łanów i młyna o 3 kołach, z części dzierżawcy Szydłowieckiego pobór z 4 łanów, od 4 zagr. i z karczmy[19],
- 1577 – dzierżawca Marcin Padniowski daje pobór z 4 łanów, od 1 zagrodnika z rolą i z karczmy, z części Walentego Dzika oraz Stanisława i Ludwika Dzików pobór z 3 łanów i młyna o 3 kołach (ib. 693v);
- 1662 – pogłówne od 105 mieszkańców wsi i młyna (ib. I/67 83);
- 1673 – pogłówne od 93 mieszkańców (ib. 287v),
- 1787 – liczy 81 mieszkańców w tym 14 Żydów (Spis I 411; II 128),
- 1827 – Ciepła miała 16 domów, 111 mieszkańców (Tabela I 76).

## Kościół i prepozytura
Do przełomu XIV - XV w. była to wieś parafialna, prepozytura klasztoru świętokrzyskiego, dziesięcina należała najpierw do klasztoru świętokrzyskiego i miejscowego plebana, następnie do klasztoru wąchockiego i do plebana Wysokiej.
- 1326-7 – dziesięcinę papieską (świętopietrze) płaci mnich świętokrzyski (frater) Benedykt, taksa 2 grzywny[20],
- 1327-8 – świętopietrze płaci pleban Benedykt, taksa wynosiła 2 grzywny (ib. 245);
- 1339 – prepozytem jest już OSB z Cieplej[21],
- 1350–1351 a także 1354-5 i 1334-62 dziesięcinę papieską płaci mnich świętokrzyski (frater) Benedykt, taksa jw.[22],
- W latach 1328 – a następnie 1335-6, 1342, 1346, 1348-9, 1352-7, 1373-4 parafia wymieniona w spisach świętopietrza, płaci po 7 skojców,
- w 1356 r. – wymiar dziesięciny papieskiej 4,5 skojca, w 1357 r. - wymiar 4 skojce[23][24][25][26],
- 1470–80 – z łanów kmiecych dziesięcinę snopową i konopną dowożą klasztorowi wąchockiemu, z 1 lub 2 folwarków dziesięcinę snopową pobiera pleban Wysokiej (Długosz L.B. II 523; III 419);
- 1529 – z łanów kmiecych dziesięcina snopowa wartości 1 grzywny 12 groszy należy do klasztoru wąchockiego (cystersów), z folwarku dziesięcina należy do wikarych kościoła parafialnego w Wysokiej[27],
- 1598 – dziesięcinę snopową od 2 kmieci pobiera prepozyt Mniszka, a tamtejszy rektor szkoły z ról 2 szlacheckich, obecnie nieoddawana[28],

## Studenci Uniwersytetu Krakowskiego
1504 – Bartłomiej s. Władysława z Cieplej (de Czepel) student Uniwersytetu Krakowskiego